# ویتنی رایت
ویتنی رایت (به انگلیسی: Whitney Wright) (زادهٔ ۲۰ سپتامبرِ ۱۹۹۱ در اکلاهما سیتی) بازیگر پورنوگرافی آمریکایی است.

## حرفه
ویتنی رایت از سال ۲۰۱۶ به عنوان بازیگر پورنوگرافی و از سال ۲۰۱۹ به عنوان کارگردان فیلم‌های پورنو مشغول به کار است. در نوامبرِ ۲۰۲۲ بانک اطلاعات اینترنتی فیلم بزرگسالان (IAFD) مشارکت او را در ۷۶۳ فیلم به عنوان بازیگر و ۵۸ فیلم به عنوان کارگردان ثبت کرد. او شخصاً در رده New Starlet در جوایز XRCO ۲۰۱۸ مورد تقدیر قرار گرفت. او برنده بهترین صحنه سکس گروهی و بهترین صحنه جنسی قرنطینه در جوایز ای‌وی‌ان ۲۰۲۱ شد.

## جایزه‌ها
- ۲۰۱۸: جایزه ایکس‌آرسی‌او: به عنوان ستارهٔ جدید[۴]
- ۲۰۲۱:جایزه ای‌وی‌ان: بهترین صحنه «قرنطینه جنسی» برای فیلم لزبین نوجوان: یک سال بعد (به همراه کریستن اسکات، آلینا لوپز، آیدرا فاکس، کنا جیمز، کندرا اسپید)[۵]
- ۲۰۲۱:جایزه ای‌وی‌ان برای بهترین صحنه سکس گروهی برای فیلم اوج (به همراه آنجلا وایت، بریتنی امبر، ایندیا سامر، جین وایلد، آوی لاو، ست گمبل، کدی استیل، رایان دریلر، اریک مسترسون)

## سفر به ایران
ویتنی رایت در بهمن ۱۴۰۲ تصاویری از حضور خود در ایران منتشر کرد. او در شبکه‌های اجتماعی خود عکس‌هایی با حجاب در کاخ گلستان و سفارت پیشین آمریکا در تهران منتشر کرد که واکنش کاربران ایرانی را برانگیخت. برخی معتقد بودند که حضور او در ایران با توجه به مواضع حمایتی او از فلسطین بوده‌است.
پست اینستاگرام رایت پس از گزارش (ریپورت) کاربران حذف شد. او در پاسخ به اعتراض گسترده مخاطبان فارسی‌زبان نوشت که «کامنت‌ها بسته شده، زیرا انتشار عکس‌های سفرم در ایران به معنای صحه گذاشتن بر حکومت نیست.» این سفر واکنش وزارت خارجه جمهوری اسلامی را هم در پی داشت. ناصر کنعانی، سخنگوی این وزارتخانه در پاسخ به سؤالی دربارهٔ حضور این پورن‌ استار در ایران گفت از این اخبار بی‌اطلاع است و سفر شهروندان دیگر کشورها به ایران، لزوماً از طریق وزارت امور خارجه صورت نمی‌گیرد و شهروندان آمریکایی منعی برای سفر به ایران ندارند. همچنین در یک اظهارنظر نسبت به یک کاربر ایرانی گفت: شرکت در انتخابات را فراموش نکن 